# 寬鼻白鮭
寬鼻白鮭，為輻鰭魚綱鮭形目鮭科的一種，為溫帶魚類，分布於北極圈淡水、半鹹水域，體長可達61公分，棲息在溪流、湖泊底層水域，以軟體動物、昆蟲幼蟲及甲殼類為食，會進行洄游，生活習性不明，可做為食用魚。